# Крістофер Райц
Крістофер Райц (нім. Christopher Reitz, 3 квітня 1973) — німецький хокеїст на траві.
Олімпійський чемпіон 1992 року, учасник 1996, 2000 років.
Бронзовий призер Чемпіонату світу 1998 року.